# 최윤아 (성우)
최윤아는 대한민국의 성우이다. 1994년 KBS에 입사했으며, 현재는 KBS 24기이다. 한국방송 성우극회 소속.

## 주요 출연작품

### 영화
- 라스트 콘서트 (KBS) - 시몬의 딸(다니엘라 라티올리)
- 흑협 (SBS)